# 神田広美
神田 広美（かんだ ひろみ、Hiromi kanda、1956年11月3日 - ）は、現在アメリカで活動している日本の歌手、作詞家。

## プロフィール
本名同じ。身長164cm（1977年の時点）。長崎県諫早市出身、大阪府岸和田市育ち。一人っ子。小学6年生の時にCMソングがきっかけで音楽好きになる。
大阪女学院高等学校卒業。中学生時代の部活は剣道部で初段。高校生時代の部活はフェンシング部で、フェンシング高1女子新人戦の関西大会で3位の成績を収めたことがある。高校生時代は音楽よりも絵画が得意で、美術校への進学も真剣に考えていたことがあったが、やはり歌手の夢があきらめきれず、美術校への進学は断念。しかしその後もイラストが一番の趣味になっている。
高校卒業後は家庭教師やレコード店店員をしながら歌のレッスンに励み、1975年7月、日本テレビのオーディション番組「スター誕生!」で優勝しポリドール・レコードから「人見知り」でデビュー。デビュー当時は好きな歌手に吉田美奈子、森山良子を挙げ「フォーク指向」とも言われたことがあった。その後作詞家に転向し、山口百恵、伊藤銀次、荻野目洋子などに作品を提供。
2009年にアメリカのワーナー・ミュージック・グループのミュージックゲートレーベルと契約しアメリカでの活動を開始。2010年3月16日にアメリカでの1stアルバム「Hiromi in love」をリリース。
夫は作曲家穂口雄右。

## ディスコグラフィ

### シングル
| #                    | 発売日               | A/B面                | タイトル                   | 作詞                 | 作曲                 | 編曲                 | 規格品番             |
| ポリドール・レコード | ポリドール・レコード | ポリドール・レコード | ポリドール・レコード       | ポリドール・レコード | ポリドール・レコード | ポリドール・レコード | ポリドール・レコード |
| -------------------- | -------------------- | -------------------- | -------------------------- | -------------------- | -------------------- | -------------------- | -------------------- |
| 1                    | 1977年 1月21日       | A面                  | 人見知り                   | 松本隆               | 穂口雄右             | 穂口雄右             | DR-6077              |
| 1                    | 1977年 1月21日       | B面                  | 霙景色                     | 松本隆               | 穂口雄右             | 穂口雄右             | DR-6077              |
| 2                    | 1977年 5月21日       | A面                  | 哀しみ予報                 | 松本隆               | 穂口雄右             | 穂口雄右             | DR-6101              |
| 2                    | 1977年 5月21日       | B面                  | 真珠橋                     | 松本隆               | 穂口雄右             | 穂口雄右             | DR-6101              |
| 3                    | 1977年 9月21日       | A面                  | ジャスミンアフタヌーン     | ちあき哲也           | 穂口雄右             | 穂口雄右             | DR-6142              |
| 3                    | 1977年 9月21日       | B面                  | メリーゴーランドの街       | ちあき哲也           | 穂口雄右             | 穂口雄右             | DR-6142              |
| 4                    | 1978年 2月21日       | A面                  | 薔薇詩集                   | 松本隆               | 馬飼野俊一           | 馬飼野俊一           | DR-6183              |
| 4                    | 1978年 2月21日       | B面                  | アネモネの詩               | 松本隆               | 馬飼野俊一           | 馬飼野俊一           | DR-6183              |
| 5                    | 1978年 7月1日        | A面                  | ドンファン                 | 松本隆               | 吉田拓郎             | 馬飼野康二           | DR-6220              |
| 5                    | 1978年 7月1日        | B面                  | 屋根の上の仔猫             | 松本隆               | 馬飼野康二           | 馬飼野康二           | DR-6220              |
| CBS・ソニー          |                      |                      |                            |                      |                      |                      |                      |
| 6                    | 1980年 7月           | A面                  | 約束                       | 神田広美             | 穂口雄右             | 大谷和夫             | 06SH-805             |
| 6                    | 1980年 7月           | B面                  | ふれあい                   | 城山昇               | 穂口雄右             | 大谷和夫             | 06SH-805             |
| ミュージックゲート   |                      |                      |                            |                      |                      |                      |                      |
| 7                    | 2001年 12月21日      | 01                   | 帰る日                     | 穂口雄右             | 穂口雄右             | 穂口雄右             | AACL-2               |
| 7                    | 2001年 12月21日      | 02                   | I wanna be in love forever | 岸田采子             | 穂口雄右             | 穂口雄右             | AACL-2               |
| 7                    | 2001年 12月21日      | 03                   | S.C.B.                     | 岸田采子             | 穂口雄右             | 穂口雄右             | AACL-2               |
| オクテットレコード   |                      |                      |                            |                      |                      |                      |                      |
| 8                    | 2015年 9月30日       | 01                   | くれないの薔薇             | 大野良治             | 穂口雄右             | 穂口雄右             | YZOC-5028            |
| 8                    | 2015年 9月30日       | 02                   | Days of Yesterday          | 神田広美             | 穂口雄右             | M.Catingub           | YZOC-5028            |

### アルバム
アメリカで発売
1. Hiromi in love（2010年）
2. Days of Yesterday（2011年）
3. Seven Elegant Ballads（2020年）

## 主な作詞作品

### あ行
- 伊藤銀次
  - 雨のステラ
- 梓みちよ
  - フェスタ
- 杏里
  - Lonely Driving
  - Honesty Man(MANNAと共作)
  - 夏に背を向けて
- 石川ひとみ
  - 人の気も知らないで…（野原理香名義）
- 石野真子
  - ジグザグチェイス（野原理香名義）
- 荻野目洋子
  - 未来航海-Sailing-
  - サファイア色のプレリュード
  - 十月物語
  - 星空夜曲
  - ティーンズ・ロマンス

### か行
- 狩人
  - ロンググッバイ
  - 別れの前兆
- 神田正輝
  - 夏の日の恋-Lonely Summer Day-
- 郷ひろみ
  - STARDUST HOTEL

### さ行
- ジューシィ・フルーツ
  - メビウス・ラヴ

### た行
- チェリッシュ
  - イフ
- 天童よしみ
  - 惚の字の・ほ（野原理香名義）
- Toshitaro
  - 背中ごしのクロスゲーム<Behind>

### は行
- ばんばひろふみ
  - 不思議にウキウキ
- ビリー・バンバン
  - モダンタイムス
- ペドロ&カプリシャス
  - ライラック・ポイント
- 橋本美加子
  - 15のメランコリー（岸田采子名義）

### ま行
- マナ
  - 風のメロディ
- 黛ジュン
  - 異国の街
- 美保純
  - まるいねハートブレイク

### や行
- 山口百恵
  - シュルード・フェロー（野原理香名義）
- 山下久美子
  - Follow You（野原理香名義）
  - サイレント・ナイト（野原理香名義）

### わ行
- 渡辺めぐみ
  - AGAIN